# Banach fixponttétele
A Banach-féle fixponttétel azt mondja, hogy teljes metrikus térben minden kontrakciónak („távolságzsugorító függvénynek”) létezik pontosan egy fixpontja. A tétel jelentőségét az adja, hogy az analízis olyan alapvető tételeinek, mint az inverzfüggvény-tétel, vagy Picard-Lindelöf-tétel, a bizonyítása Banach fixponttételén múlik. A tétel eredeti bizonyítása maga is konstruktív, vagyis a fixpontnak nemcsak a létezését bizonyítja, de az konkrétan (legalábbis határértékként) meg is adható, sőt, a kapott sorozat konvergenciasebessége is jól becsülhető, így a tétel jól alkalmazható a numerikus matematikában is. A tétel a nevét Stefan Banachról kapta (1892-1945), aki 1922-ben publikálta.

## A tétel
Azokat a Lipschitz-függvényeket, amiknek a Lipschitz-konstansa kisebb mint egy, kontrakciónak nevezzük, tehát {\displaystyle f:X\to X} kontrakció, ha van olyan L<1, hogy minden X-beli x-re és y-ra:
{\displaystyle d(f(x),f(y))\leq L\cdot d(x,y)}
Banach fixponttétele. Legyen X egy nem üres, teljes metrikus tér és f:X→X kontrakció. Ekkor pontosan egy olyan x* van X-ben, amire f(x*)=x*. 

### Bizonyítás
Minden kontrakciónak legfeljebb egy fixpontja van. Legyen ugyanis x és y f kontrakció két fixpontja. Ekkor x és y távolsága ugyanakkora, mint f(x) és f(y) távolsága, de alkalmas L egynél kisebb Lipschitz-konstansra:
{\displaystyle d(f(x),f(y))\leq Ld(x,y)},
amiből kapjuk, hogy d(x,y)=0, amivel a fixpont unicitását igazoltuk.
Legyen {\displaystyle x_{0}} X tetszőleges eleme, és definiáljuk rekurzióval az {\displaystyle x_{n+1}:=f(x_{n})} sorozatot, erről fogjuk belátni, hogy konvergens, és a határértéke fixpontja f-nek.
Először is tegyük fel, hogy {\displaystyle x_{n}} sorozat konvergens, és határértéke x*. Mivel f Lipschitz, folytonos, így az átviteli elvet alkalmazva:
{\displaystyle \lim \limits _{n}f(x_{n})=f(x^{*})}
Tekintve, hogy {\displaystyle f(x_{n})=x_{n+1}}, a bal oldali határérték is x*, így x* valóban fixpont.
Csak azt kell megmutatnunk, hogy {\displaystyle x_{n}} sorozat konvergens. Teljes indukcióval rögtön adódik, hogy:
{\displaystyle d(x_{n},x_{n+1})\leq L^{n}d(x_{0},x_{1})}
Legyen n<m. A háromszög-egyenlőtlenség ismételt alkalmazásával kapjuk, hogy
{\displaystyle d(x_{n},x_{m})\leq d(x_{n},x_{n+1})+\ldots +d(x_{m-1},x_{m})}
ahol a jobb oldalt az előző becsléssel felülről becsülhetjük:
{\displaystyle d(x_{n},x_{n+1})+\ldots +d(x_{m-1},x_{m})\leq (L^{n}+\ldots +L^{m-1})d(x_{0},x_{1})}
Alkalmazva a mértani sorozat összegképletét:
{\displaystyle d(x_{n},x_{m})\leq L^{n}{\frac {1-L^{m-n}}{1-L}}d(x_{0},x_{1})}
mivel {\displaystyle 1-L^{m-n}<1}, a jobb oldal ismét felülről becsülhető:
{\displaystyle L^{n}{\frac {1-L^{m-n}}{1-L}}d(x_{0},x_{1})\leq {\frac {L^{n}}{1-L}}d(x_{0},x_{1})}
Legyen ε>0 tetszőleges, és N olyan, hogy
{\displaystyle {\frac {L^{N}}{1-L}}d(x_{0},x_{1})<\varepsilon }
Ha N<n<m, akkor az előző becslést alkalmazva
{\displaystyle d(x_{n},x_{m})\leq {\frac {L^{n}}{1-L}}d(x_{0},x_{1}),}
ahol a jobb oldal a feltételek szerint:
{\displaystyle {\frac {L^{n}}{1-L}}d(x_{0},x_{1})<{\frac {L^{N}}{1-L}}d(x_{0},x_{1}),}
azaz
{\displaystyle d(x_{n},x_{m})<\varepsilon ,}
tehát {\displaystyle x_{n}} Cauchy-sorozat, és a tér Banach, így a sorozat konvergens, amivel a bizonyítást befejeztük.

### Konvergenciasebesség
A bizonyításnál felhasznált sorozat konvergenciasebességére a bizonyításból is kiolvasható, hogy
{\displaystyle d(x_{n},x^{*})\leq {\frac {L^{n}}{1-L}}d(x_{0},x_{1}).}
Mint láttuk,
{\displaystyle d(x_{n},x^{m})\leq {\frac {L^{n}}{1-L}}d(x_{0},x_{1}),}
és mivel a jobb oldal független m-től, m-mel tartva a végtelenhez, kapjuk a becslést.

## Alkalmazások
- A tétel egyik legfontosabb alkalmazása a Picard-Lindelöf-tétel bizonyítása, ami bizonyos közönséges differenciálegyenletek megoldásának egyértelmű létezéséről szól. A bizonyítás során a differenciálegyenlet keresett megoldását egy olyan alkalmas integráloperátor fixpontjaként állítjuk elő, ami folytonos függvényeket folytonos függvényekbe visz. A Banach-fixponttétellel a fixpont egyértelműségét igazoljuk.
- A fixponttétel másik fontos következménye, hogy az identitás kicsiny Lipschitz-perturbációi bilipschitz homeomorfizmusok. Ez utóbbi ténynek közvetlen folyománya az inverzfüggvény-tétel.
- A numerikus analízisben a gyökközelítő módszerek tekintélyes osztályát adják az úgynevezett fixpontiterációs módszerek, amelyek azon az elven nyugszanak, hogy az f(x)=0 gyökét egy olyan alkalmas függvény fixpontjaként állítják elő, ami a keresett gyök valamilyen környezetén kontrakció. Ezen módszerek tipikus példája elég sima függvényekre a Newton-módszer és lineáris egyenletrendszerek numerikus megoldására a Jacobi-iteráció.

### „Beragadt” koszinuszgomb
A Banach-féle fixponttétel érdekes közvetlen alkalmazása a következő feladat: mi történik, ha egy tetszőleges számra a számológéppel egymás után sokszor alkalmazzuk a koszinusz függvényt?
Legyen x0 tetszőleges valós szám, cos x0 ekkor már [-1,1] intervallumba esik. Ezen az intervallumon a koszinusz kontrakció, lévén a deriváltja abszolút értékének a korlátja sin 1 < 1, így létezik fixpontja. A fixponttétel bizonyításakor használt sorozat épp a koszinusz iterálása, amiről beláttuk, hogy koszinusz fixpontjához tart, így bármely számról is indulunk, a koszinusz gomb kitartó nyomkodásával a cos x=x egyenlet egyetlen gyökét közelítjük.